# Ouï-dire
Dans les États de common law et de droit mixte, le ouï-dire est un témoignage indirect (par personne interposée, ou per relationem) qui porte sur des faits qu’une partie souhaite introduire en preuve mais dont elle n’a pas été personnellement témoin. 

## Droit canadien

### Droit pénal
En droit pénal canadien, le ouï-dire est interdit, sauf pour certaines exceptions dans des cas particuliers, comme la déclaration extrajudiciaire faite à une personne
en situation d’autorité, les aveux émanant d'une partie faites à un tiers, la déclaration d’une personne poursuivant avec l’accusé une fin commune, la déclaration incriminante faite par un tiers en présence de l’accusé et la déclaration spontanée (res gestae).
Outre ces exceptions, il existe aussi la possibilité d'admettre le ouï-dire raisonné, qui satisfait aux critères de fiabilité et de nécessité à la suite de la tenue d'un voir-dire, d'après les arrêts R. c. B. (KG) et R. c. Khan.

### Droit civil québécois
En droit civil, faire le ouï-dire signifie de rapporter une déclaration que le témoin a entendu dire par un tiers et dont on connaît l’existence seulement parce que ce tiers l’avait partagée. 
Je sais que X a volé une voiture, car Y me l’a dit.
Toutefois, pour être considéré comme du ouï-dire, le témoignage doit essayer de démontrer que les faits en litige sont véridiques. Si le témoignage est pertinent mais n’a pas cet objectif, alors il ne s’agit pas réellement de ouï-dire. Par exemple, si les faits rapportés par le témoignage sont plutôt l’objet du litige, alors le ouï-dire est permis. En cas de diffamation, un témoin pourra corroborer au procès que l’auteur de la déclaration per relationem en est bien l’auteur. Le ouï-dire peut être prononcé oralement ou partagé par l’écrit. 

#### Prohibition
La définition du témoignage écarte implicitement le ouï-dire, car le témoin doit avoir constaté personnellement les faits qu’il rapporte. Le témoin doit comparaître en personne à l’instance (279 C.p.c.), prêter serment (277 C.p.c.) et se soumettre au contre-interrogatoire (280 C.p.c.). Toutes ces exigences confirment cette prohibition.
Le ouï-dire consiste en l’introduction par un témoin d’une déclaration per relationem d’un tiers, en l’absence de ce tiers, pour établir la véracité des faits sur quels porte le témoignage. Il est important de déterminer le but pour lequel le témoin rapporte la déclaration d’un tiers, car la preuve de l’existence d'une déclaration par un tiers demeure toujours admissible : c'est seulement si l'on cherche à prouver l'exactitude du contenu de cette déclaration qu'il y aura ouï-dire. L'École du Barreau donne l'exemple suivant :

« À la suite d'une collision de motoneiges en forêt, André, qui conduisait sa motoneige, intente une action contre Bernard, l'autre conducteur à qui Claude, maintenant insolvable, avait prêté sa motoneige. Selon les allégations de la déclaration, le demandeur André entend prouver que l'accident a été causé par une défectuosité de l'autre motoneige, dont l'accélérateur avait tendance à se coincer, ce que le défendeur Bernard savait pour en avoir été prévenu par Denise, fille du propriétaire Claude, en présence de Martine. Au procès, le procureur du demandeur fait comparaître Martine comme témoin qui répond : “Denise nous a dit, à Bernard et à moi : Faites attention, l'accélérateur est défectueux, il peut se coincer et il faut le faire vérifier prochainement.” »

Dans cet exemple, le témoignage de Martine ne constituera pas du ouï-dire si la demande cherche seulement à prouver qu'un avertissement a été donné à Bernard. Cependant, si par ce témoignage on cherche à prouver la défectuosité de la motoneige, il constituera du ouï-dire.
Néanmoins, le ouï-dire est admissible lorsque les parties y consentent (2843, 2869 C.c.Q., 292 C.p.c.). En matière de protection de la jeunesse, le ouï-dire peut aussi être admis pour éviter à un mineur de témoigner (art. 85.5  et 85.6 de la Loi sur la protection de la jeunesse). 
Finalement, le tribunal pourra admettre une déclaration qui constitue du ouï-dire s'il est impossible d'obtenir la comparution du déclarant ou déraisonnable de l'exiger, et que la déclaration offre des garanties suffisamment sérieuses pour pouvoir s'y fier (2870 C.c.Q.).

## Référence
1. ↑  R. c. Schneider, 2022 CSC 34
2. ↑  Le Ouï-dire - Association des procureurs de cours municipales du Québec. En ligne. Consulté le 2 septembre 2019
3. ↑  [1993] 1 RCS 740
4. ↑  [1990] 2 RCS 531
5. ↑  « Lexique Ouï-dire », sur educaloi.qc.ca (consulté le 11 décembre 2016).
6. ↑  Code de procédure civile, RLRQ c C-25.01, art 279, <https://canlii.ca/t/dhqv#art279>, consulté le 2021-07-26
7. ↑  Code de procédure civile, RLRQ c C-25.01, art 277, <https://canlii.ca/t/dhqv#art277>, consulté le 2021-07-26
8. ↑  Code de procédure civile, RLRQ c C-25.01, art 280, <https://canlii.ca/t/dhqv#art280>, consulté le 2021-07-26
9. ↑  Lise Tremblay, dir., Preuve et procédure, Cowansville, Yvon Blais, Collection de droit 2010-2011, p. 272-73.
10. 1 2  Code civil du Québec, RLRQ c CCQ-1991, art 2870, <https://canlii.ca/t/1b6h#art2870>, consulté le 2021-07-26
11. ↑  Code civil du Québec, RLRQ c CCQ-1991, art 2869, <https://canlii.ca/t/1b6h#art2869>, consulté le 2021-07-26
12. ↑  Code de procédure civile, RLRQ c C-25.01, art 292, <https://canlii.ca/t/dhqv#art292>, consulté le 2021-07-26
13. ↑  Loi sur la protection de la jeunesse, RLRQ c P-34.1, art 85.5, <https://canlii.ca/t/19mf#art85.5>, consulté le 2021-07-26
14. ↑  Loi sur la protection de la jeunesse, RLRQ c P-34.1, art 85.6, <https://canlii.ca/t/19mf#art85.6>, consulté le 2021-07-26